# Riksdagen 1649
Riksdagen 1649 ägde rum i Stockholm.
Ständerna sammanträdde den 15 januari 1649. Lantmarskalk var Svante Sparre. Prästeståndets talman var biskop Johannes Canuti Lenaeus. Borgarståndets talman var Nils Nilsson, bondestådets talman var Nils Larsson i Blidsberg.
Riksdagen avslutades den 22 mars 1649.